# 克羅洛納高地 (加利福尼亞州)
克羅洛納高地（英語：Crolona Heights）是位於美國加利福尼亞州康特拉科斯塔縣的一個非建制地區。該地的面積和人口皆未知。

## 地理
克羅洛納高地的座標為38°03′17″N 122°13′07″W / 38.05472°N 122.21861°W，而該地的平均海拔高度為27米（即89英尺）。